# Juan Peralta
Juan Peralta Gascon (Pamplona, 17 mei 1990) is een Spaans voormalig baanwielrenner. Hij vertegenwoordigde zijn land tijdens de Olympische Spelen van 2012 waar hij tiende werd op de keirin en die van de 2016 waar hij een negentiende plaats behaalde op de sprint.

## Palmares
| Jaar     | SK                            | EK                                           | WK                                   | Overig                                              |
| Junioren | Junioren                      | Junioren                                     | Junioren                             | Junioren                                            |
| -------- | ----------------------------- | -------------------------------------------- | ------------------------------------ | --------------------------------------------------- |
| 2008     |                               | keirin                                       |                                      |                                                     |
| Beloften |                               |                                              |                                      |                                                     |
| 2011     | sprint · keirin · 1km tijdrit |                                              |                                      |                                                     |
| 2012     |                               | teamsprint · 5e tijdrit                      |                                      |                                                     |
| Elite    |                               |                                              |                                      |                                                     |
| 2009     |                               |                                              | 26e tijdrit 42e sprint               |                                                     |
| 2010     |                               |                                              |                                      |                                                     |
| 2011     | teamsprint                    | 10e sprint                                   | 13e teamsprint 25e keirin 25e sprint |                                                     |
| 2012     | teamsprint                    |                                              | 13e tijdrit 17e sprint 25e keirin    | Olympische Spelen: 10e keirin                       |
| 2013     | sprint · keirin · teamsprint  | 9e sprint                                    | 10e sprint 11e teamsprint 21e keirin | Copa Mexico: · teamsprint                           |
| 2014     | sprint · teamsprint           | 10e sprint                                   | 9e teamsprint 11e sprint             | Barcelona: · sprint                                 |
| 2015     | sprint · teamsprint           |                                              | 14e teamsprint 17e sprint            | GP Colorado Springs: · sprint · Barcelona: · sprint |
| 2016     | sprint · keirin · teamsprint  | 10e keirin                                   | 13e teamsprint 27e sprint            | Olympische Spelen: 19e sprint                       |
| 2017     | sprint · teamsprint · keirin  | 10e teamsprint                               | 10e teamsprint 25e sprint            |                                                     |
| 2018     | sprint · keirin               | 9e teamsprint                                | 10e teamsprint 11e keirin 30e sprint | Dublin: · sprint · Aigle: · sprint                  |
| 2019     | sprint · keirin               | 8e teamsprint                                | 13e teamsprint 23e keirin 26e sprint | 6e keirin 8e teamsprint                             |
| 2020     | sprint                        | 4e keirin 4e teamsprint 5e sprint 7e tijdrit | 12e teamsprint 19e keirin 21e sprint |                                                     |
| 2021     |                               |                                              | 11e teamsprint 21e sprint            |                                                     |